# Android Ice Cream Sandwich
Android Ice Cream Sandwich (oder Android 4.0) ist die vierte große Version des von Google entwickelten mobilen Betriebssystems Android. Android 4.0 wurde am 19. Oktober 2011 vorgestellt und baut auf den bedeutenden Änderungen auf, die mit der reinen Tablet-Version Android Honeycomb vorgenommen wurden, um eine einheitliche Plattform für Smartphones und Tablets zu schaffen. Das erste Telefon mit Android Ice Cream Sandwich war das Samsung Galaxy Nexus.
Android 4.0 konzentrierte sich auf die Vereinfachung und Modernisierung des gesamten Android-Systems auf der Grundlage einer neuen Reihe von Richtlinien für die Benutzeroberfläche. Als Teil dieser Bemühungen wurde ein neues visuelles Erscheinungsbild mit dem Codenamen "Holo" eingeführt, das auf einem minimalistischen Design und einer neuen Standardschriftart namens Roboto basiert. Darüber hinaus wurden eine Reihe weiterer neuer Funktionen eingeführt, darunter ein überarbeiteter Startbildschirm, die Unterstützung der Nahfeldkommunikation (NFC) und die Möglichkeit, Inhalte an einen anderen Benutzer zu "beamen", ein aktualisierter Webbrowser, ein neuer Kontaktmanager mit Integration sozialer Netzwerke, die Möglichkeit, vom Sperrbildschirm aus auf die Kamera zuzugreifen und die Musikwiedergabe zu steuern, die Unterstützung visueller Sprachnachrichten, die Gesichtserkennung zum Entsperren des Geräts, die Möglichkeit, die mobile Datennutzung zu überwachen und zu begrenzen.